# Fidelity Investments
Fidelity Investments Inc., comunemente indicata come Fidelity, è una multinazionale statunitense di servizi finanziari fondata nel 1946 da Edward Johnson II con sede a Boston, nel Massachusetts.
È il quarto più grande gestore di fondi comuni e di fondi pensione del mondo (2.700 miliardi di dollari gestiti all'inizio del 2019). È presieduta dalla nipote del fondatore, Abigail Johnson, e guidata da un'altra manager, Anne Richards.

## Storia
Fondata come Fidelity Management & Research (FMR) da Edward C. Johnson II nel 1946, la società costituisce nel 1969 Fidelity International Limited (FIL) per offrire servizi sui mercati non statunitensi.  Nel 1980 è scorporato e opera in maniera indipendente.
Sempre nel 1969 viene aperto un ufficio a Tokyo seguito nel 1973 da Londra, nel 1981 da Hong Kong e nel 1986 da Taipei. Nel 1991 è aperto un ufficio ad Amsterdam, in India nel 2001, in Cina nel 2004.
Nel 1992 da Robert "Bob" Lamoureux venne creato il FIX per le transazioni azionarie tra Fidelity Investments e Salomon Brothers, ora diventato lo standard de facto per le transazioni finanziarie.
Nel 1997 Robert Pozen è nominato CEO. Nel 2010 Fidelity Ventures, il braccio di venture capital, viene chiuso e molti dipendenti hanno creato Volition Capital. Nel 2011 Fidelity cambia il nome della divisione internazionale, da Fidelity International a Fidelity Worldwide Investment, e introduce un nuovo logo.  Nel 2012 la società trasferisce la sua sede di Boston al 245 Summer Street.
Alla fine del 2018 diventa CEO Anne Richards, una scozzese con 26 anni di esperienza nel settore del risparmio gestito, voluta a quell'incarico proprio da Abigail Johnson.

## Proprietà

### Famiglia Johnson
La famiglia fondatrice Johnson possiede, individualmente e attraverso vari trust, azioni che rappresentano il 49% degli interessi di voto in FMR e ha firmato accordi con cui si impegna a votare in blocco. Abigail Johnson, nipote del fondatore e figlia di Edward Johnson III, era in passato il maggiore azionista singolo con circa il 25% di proprietà, ma nell'ottobre 2005 ha ceduto una parte "significativa" delle sue azioni ai trust di famiglia.

### Dipendenti ed ex dipendenti
La maggior parte del restante 51% della società è detenuto da vari dipendenti e ex dipendenti di Fidelity, tra cui gestori di fondi ed ex-dirigenti, come Peter Lynch.